# 朱塞佩·拉瓦诺
朱塞佩·拉瓦诺（義大利語：Giuseppe Ravano，1943年2月5日—），意大利男子马术运动员。他曾代表意大利参加1964年和1968年夏季奥林匹克运动会马术比赛，获得一枚金牌。